# 445 Edna
445 Edna è un asteroide della fascia principale del sistema solare del diametro medio di circa 87,17 km. Scoperto nel 1899, presenta un'orbita caratterizzata da un semiasse maggiore pari a 3,1991269 UA e da un'eccentricità di 0,1910082, inclinata di 21,37375° rispetto all'eclittica.
Il suo nome è dedicato alla moglie di Julius F. Stone, benefattore.